# عزلة بني وقيد (ريمة)

تعديل مصدري - تعديل

عزلة بني وقيد هي إحدى عزل مديرية بلاد الطعام في محافظة ريمة اليمنية ويبلغ تعداد سكانها 1018 نسمة حسب التعداد السكاني في اليمن لعام 2004

## روابط خارجية
- الجهاز المركزي للإحصاء بالجمهورية اليمنية
- المركز الوطني للمعلومات باليمن
- World Gazetteer:Yemen
- الدليل الشامل